# 付国豪遇袭事件
付國豪遇襲事件是指2019年8月13日，《環球時報》僱員付国豪在香港国际机场就「警察還眼」集會示威采访，途中未能出示記者證，遭在場人士怀疑身份，进而被反對逃犯條例修訂草案運動示威者禁锢，最終被多人辱骂及殴打的事件。事件发生后，中国大陆政府及部分民眾表示「谴责暴力行为」，香港民眾则分歧较大。付国豪的業務身份及工作合法性亦引起各方争论。三名袭击者後被判刑。

## 事件经过
2019年反對逃犯條例修訂草案運動期間，付國豪於2019年8月13日晚在香港国际机场采访「警察還眼」集會示威時身穿記者反光衣，並近距離拍攝示威者样貌。示威者称，他们怀疑付國豪冒充记者進行拍摄，要求他出示記者證，付國豪“当即拔腿就跑”。他用英文稱自己只是遊客（tourist），且所持有的記者反光衣是由他人贈送。
其後，付國豪遭示威者用索带捆绑手脚至行李车上禁錮並殴打數小時，其間被示威者脫下褲子露出臀部，身上物品被全数搜出，摆在地上供在场人士及传媒查看拍摄。在此期間，示威者數次阻止救護員與消防員前往救援。被搜出的物品包括一件「我愛警察」藍色T恤衫、雙程證、一張英文姓名为FU HAO的民生銀行信用卡、一張《環球時報》趙姓記者的名片、一張香港警察的名片還有一张载明「访客」身份于2019年8月6日访港及逗留期限截至2019年8月13日的入境标签，但並沒有付國豪本人的記者證（有線新聞記者後來在查詢中國內地記者身份的官方網頁找不到付國豪登記的紀錄，《環球時報》總編輯胡錫進則稱付國豪尚未完成取得记者證的程序，故無法出示記者證）。《大公报》指稱，由於付国豪的數张信用卡资料全部曝光，其後有人利用相關信息在网上盗用其信用卡购买iPhone。
此间有人尝试保護付國豪，包括一名英國记者史考夫特（Richard Scotford）。泛民主派香港立法會議員郭家麒和張超雄亦有到場調停及保護付國豪，呼籲示威者放人。郭家麒對示威者說：“大家冷靜好不好，不可以行私刑。你罵警察行私刑，自己卻也行私刑？”二人一度遭示威者指罵。付国豪最後被綁在行李車上，期間有示威者用腳踢打他至倒地，他額頭及身體受傷，擾攘近一小時。儘管记者史考夫特也认为付國豪是中国公安，他仍用身體保護付國豪近40分鐘。史考夫特後來對此表示若不制止暴力肯定將會升級，之後救護員到場後，將受傷流血的付國豪被送上救護車載離。从被扣留到被救走全程没有警察到场，要到離開機場時才獲警員護送。。
付國豪在手脚被束缚情况下用普通话喊出「我支持香港警察，你們可以打我了！」等語，被錄下。受扣留约一小时后，14日凌晨，付国豪獲香港消防处救护人员救出送到玛嘉烈医院，医务人员试图將其带離期间遭示威者阻拦，而他在離開過程中仍遭人以旗桿毆打及丟擲水瓶。付國豪送医后檢查脸部有淤肿及多處擦傷，傷勢不嚴重，後於14日下午出院。付国豪被打后患有轻微脑震荡和软组织挫伤，回內地後转至深圳市某医院深入检查。
中國媒體以《大公报》拍摄的影片中记者史考夫特的訪問指稱示威者是「暴徒」。史考夫特表示现场“不是一个人在踢，而是上百人在踢……那只是更加升级的暴力，我们不能再说它是示威了。”史考夫特事后在脸书上公开贴文，他详细叙述了自己卷入事件的经过。史考夫特表示，他也认为付國豪是中国公安，基于人道考量仍然决定保护付國豪。他谴责示威者动粗，也谴责香港警察上周日的行动，包括假扮示威者打人及作出拘捕。

## 拘捕及檢控行動
警方就事件拘捕四名男女，包括20歲兼職侍應賴雲龍、23歲畢慧芬、29歲兼職司機及建築工何家樂，以及29歲測量師黃逸豪。他們被落案起訴，案件由區域法院審理。案中其中一名被告、29歲測量師黃逸豪因證據不足，被判非法集結及非法禁錮罪罪名不成立；其餘三人均被裁定「暴動」及「襲擊致造成身體傷害」罪成。另外，20歲兼職侍應賴雲龍承認「普通襲擊」及「阻礙公職人員」罪；23歲畢慧芬被裁定「非法禁錮」罪成；29歲兼職司機及建築工何家樂就承認「藏有攻擊性武器」罪。
對於首被告的代表律師稱，事件只是誤會一場，指受害人在案發時遭他人懷疑其身份，覺得他是假記者等；又宣稱本案並非要衝擊機場，令其癱瘓。不過，法官李慶年質疑其說法，指有人用手推車堵塞，案發當晚亦有多個「戰場」；有人偷襲拉低事主的褲子，亦有人向事主淋水。
法庭最終判處賴雲龍監禁63個月，畢慧芬判囚51個月，何家樂判囚66個月。女被告畢慧芬，本身因另一宗暴動罪、被判囚46個月的畢慧芬，因本案被加監三年。
法官判刑時指，案發地點為機場，為香港通往世界的窗口，案件令香港人蒙羞。法官亦提及，付國豪在迂迴、時而不著邊際、冗長的盤問下也沒有動搖，遇上複雜問題冷靜對待，不恥下問，作供態度不慍不火，不卑不亢；儘管案發時受盡凌虐，庭上的他沒有仇恨、沒有畫蛇添足。

## 後續
付國豪被打的相关影片在社交媒体廣泛流传，他獲得不少中國內地網民讚賞，「我支持香港警察，你们可以打我了」的口号被制成海报，在中国大陆社交网络广泛传播。8月14日，《環球時報》總編胡錫進表示他是環球網记者。《人民日報》也於8月14日凌晨置頂微博發布付國豪的宣言圖片，並附上「我也支持香港警察！」話題，24小時後的轉發量達到635萬，轉發者包括眾多藝人。部分中國大陸媒體在14日繼續跟進事件，在微信公眾號平台有多篇與事件相關的文章都獲得超過10萬閲讀數和大量轉發，例如《人民日報》公眾號發布的《付國豪，真漢子》、中央電視台新聞發布的《在中國香港拿著美國國旗追打同胞 豈有此理！》以及「港漂圈」發布的《昨夜，香港之恥！！！》。德國之聲中文網稱，報導并未提及个别現場人士如何制止其他人毆打付國豪。美国国际媒体署下属的自由亚洲电台称，此事件“一度被官方大肆评击后突然紧急降温，大量相关正反方的帖子均被遮蔽”。另外，在《人民日報》置頂微博下近14萬條評論裏排在最頂部的評論都在呼籲網民冷靜，例如「相信祖國、中央心裏有數」、「中央主動出兵直接代表著一國兩制失败。此外，在中國大陸輿論一邊倒地支持《環球時報》和《人民日報》的同時，亦出現少量文章如《香港這場社會運動如何從「和理非」變成勇武派》等試圖向中國大陸讀者解釋整個運動的前因向過程，解釋為何一些示威者選擇走向暴力，以及機場事件的經過。其中《香港機場與平度往事：暴風雨來臨的時候》一文中「雖然有理也很委屈，但暴力違法的事千萬別做，別中了他們的圈套。『我不是苛責你，我是想保護你。』」這段話被一些支持反修例運動的人貼在朋友圈。相關文章的傳播度遠不及官媒賬號，而多數文章也在發布後不久被刪除或屏蔽。在《看完付國豪被困全程視頻之後》一文的评论区，则多为反对作者的声音，有评论质疑示威者是否有权扣留付国豪并搜查他的私人物品。
8月15日，香港国际机场运行副总监张李佳蕙赴深圳探望付国豪时，归还了他在机场被示威者抢走的书包以及信用卡、护照、笔记本、相机等部分个人物品，然而付國豪的手機、身份証仍未找到。
8月16日，香港警方通报，在葵涌拘捕一名19岁的男子賴云龍，其涉嫌用美国国旗旗杆插打付国豪的身体、非法禁锢、非法集结及伤人，被扣留调查。19日賴云龍在东区裁判法院提堂时申请保釋被拒，10月28日再提堂。香港警方后于19日再在青衣拘捕袭击付国豪的23岁女子毕慧芬，涉嫌非法禁锢及伤人，被扣留调查。香港警方其后在25日再在元朗区拘捕袭击付国豪的28岁男子何家乐，并在其私家车内检获一批疑似攻击性武器，警方以涉嫌“非法集结”、“伤人”及“藏有攻击性武器”将其拘捕，已被扣留调查。26日何家乐在法院提堂申请保释，辩方还称何家乐独居并饲养一只狗，押解期间狗可能死亡，最终法官拒绝被告保释申请。9月5日，香港警方在例行记者会上表示，已再拘捕一名袭击付国豪的28岁男子，涉嫌非法禁锢等罪名。
8月17日中午，據報導付国豪在深圳某医院再次接受相关深入检查和治疗后，他与另一名《环球时报》赴港记者王雯雯一同回到北京，《环球时报》总编辑胡锡进、环球网总经理单成彪及其同事到场迎接。同日下午，付国豪回到他在天津的家中。
付国豪原计划于8月26日恢复上班，但是其工位已于三日前摆满了含有零食的快递包裹。环球网在微博、微信公众号发文，向寄来零食的人表示感谢，同时请求民眾不要再向付国豪寄零食。
2021年1月6日，案件在香港灣仔法院頒下判決，案中2男1女被告被裁定暴動等罪成。第四被告，29歲黃姓測量師則罪名不成立，當庭釋放。1月8日，法官李慶年宣判，判处3名被告監禁4年3個月至5年半。法官狠批激进示威者滥用私刑不文明，“以众凌寡，被狂莽征服理智”，行为疯狂，严重扰乱社会秩序，亦严重影响香港人和平表达诉求的声誉，并指出，“无论个人理念有多崇高，一旦使用暴力解决问题，道理就变成歪理，所谓‘己所不欲、勿施于人’。”又参与打人暴动的人数约40人，当中包括20名最激进前线参与者，另有20人鬼祟向付国豪偷袭。
2022年11月17日晚，付国豪父亲在在今日头条個人帳號发文称付国豪已于2021年10月25日晚间因病去世，逝年三十周岁，並希望各界不要再打擾家人。其骨灰已于2022年5月安葬於天津憩园公墓。

## 相關爭議

### 記者身份問題
付國豪在機場被示威者詢問來歷時沒有出示記者證，以英語稱自己為「遊客」（tourist），否認是記者，又稱身穿的記者反光衣是朋友贈予，並表示自己因為害怕而穿上反光衣。胡锡进對此宣稱「在香港的内地记者都知道去某些示威现场千万不能讲普通话」，又說「如果作为内地记者被确认，是很麻烦的事情。所以该怎么在那种对内地有敌意的环境下管理自己的身份，是件充满挑战的事情。」他又認為「付国豪没说自己是记者，遭了非法拘押和虐待，但如果他一开始就亮明自己的内地记者身份，是无法肯定他不会遭遇更坏情况的。」又批評指責付国豪的人「站着说话不腰疼，既无知，又有些无耻。」此外，视频中显示付国豪向示威者喊话“撑警”，付国豪事後在2019年8月14日《新闻联播》中回应事发时不公布记者身份的原因是“自保”和没有“引起爭議的行為”，亦“沒有任何違法”。
根據中國記協發布的《中國新聞工作者職業道德準則》，記者「要通過合法途徑和方式獲取新聞素材，新聞採訪要出示有效的新聞記者證」。
有香港網民使用国家新闻出版署的記者證查詢系統，以確認付國豪是否真為《環時》記者，但系統未有與其相關的資料，付國豪因此被指是「假記者」。胡錫進在微博回應記者證問題時稱因辦記者證需要一定程序，故许多年轻一线媒体工作者皆没有记者证，并认为“这根本不是秘密”和是由「中國的體制決定的」。中华人民共和国新闻出版总署颁布的《新闻记者证管理办法》第二章也规定了一系列申领与核发的规定。《有线中国组》在报道中提到此聲稱不符合《新闻记者证管理办法》第三章第十六條「新聞採編人員從事新聞採訪工作必須持有新聞記者證，並應在採訪中主動向採訪對象出示。」所列明的法律規定，本條同時訂明未領取新聞記者證的採編人員不得單獨從事新聞採訪活動。但是《有线中国组》的报道没有提及第二章多条领取记者证的手续规定，以及规定只适用于内地。有線新聞翻查到付國豪最早為《環球時報》報道的新聞是2018年七月，主要報道台灣及香港新聞。而此次反送中事件环球网之前的确有多篇付国豪撰写或拍摄的报道。
2020年10月21日，付國豪在為自己遇襲在法庭作證時，称案發時他於《環球網》工作約一年，主要負責編輯工作，基本上不涉記者工作，故他案發時沒有於內地考取記者證。根据中华人民共和国新闻出版总署颁布的《新闻记者证管理办法》第二章第九条之规定，领取记者证需同时满足三个条件，其中包括“……经新闻机构正式聘用从事新闻采编岗位工作且具有一年以上新闻采编工作经历的人员”。

### 读书期间改名被怀疑持不同身份證件
有網民在瀏覽示威者非法曝光付國豪的身份證件及信用卡后，怀疑其有雙重身份，其往來港澳通行證（俗稱雙程證）、入境處發出的入境標籤，以及由中國民生銀行信用卡中心發出的信件上的姓名都是「付國豪」或「Fu, GuoHao」，但其持有由中國民生銀行信用卡卡面的名字卻是用「FU HAO」，與其身份證明文件不相同，顯示同一人以兩個身份取得民生銀行發出不同姓名的信用卡。有網名「北風」的美國之音特約評論者溫云超在Twitter称，付國豪同時使用「Fu, GuoHao」及「Fu Hao」兩個不同的姓名，後者見於民生銀行信用卡，但是在中國內地是不可能同時持有不同名字的有效證件，除非其擁有國安人員等特殊身份，认为付國豪是受指派進入香港執行特殊任務。亦有网友指出银行卡上所印的名字为自己填在申请书上的名字，不一定为姓名，惟中国民生银行工作人员回复传媒查询指除军官凭军官证等外，任何人办理银行账户都需要提交真实个人信息和第二代身份证原件，并且内容要和警方系统内容一致。
然而，付国豪有兩個名字的原因，是據報導在中国海洋大学求学期间，把自己的名字从“付豪”改为“付国豪”而成。事发后中国海洋大学的师生立即纷纷声援付国豪，熟悉他的师生也回忆起付国豪读书期间的经历并确认这段往事。同班同学回忆，付国豪可能是觉得“付豪”这个名字太张扬了，他自己又改名叫“付国豪”。由于部分称“付国豪是间谍”的媒体发文在校友指出付国豪改名一事之后，有网友讽刺部分媒体不知道曾用名这个概念。更有媒体发文指责未经核实就称付国豪是间谍的报道属于造谣栽赃。

### 被指逾期居留及缺乏採訪工作合法性
示威者在他身上搜出雙程證，而由於持雙程證來港人士不能在香港工作，香港《苹果日报》认为付國豪於香港進行採訪工作的合法性存疑；又质疑他逗留期限13日24时到期，却当晚23时多仍在采访，可能想逾期居留。入境事务处回复拒绝评论個案，又称是否构成雇佣工作须视情况而定，不能一概而论。
胡锡进接受美国之音采访时被问及付國豪签证种类，回答不清楚，但是是轮换制，“能怎么方便，就怎么去”，可能不是公务签。被问及这样是否违反香港法律，则称与事件无关，“反正我们都这样做”。
根據《入境條例》第41條「违反逗留条件」，任何人士從事未經入境處處長許可的工作，一經定罪，最高刑罰為罰款5萬元及入獄2年。8月22日的警方记者会上，警察公共關係科高級警司江永祥被问及该事，回答稱所有人來香港工作均需要工作簽證。
網上有標題為《關於〈環球時報〉記者被打的幾個問題》的文章對事件提出質疑，文章指出付國豪沒有展示身分和介入事件的問題，又指出如果付國豪持旅遊簽證赴港採訪，有可能觸犯香港法律。發布該文章的公眾號隨即被迅速封禁。

## 相關事件
8月14-27日，北京发生京A88519事件，事件相关谣言传播期间，有网民将付国豪被打后新浪微博流传的红色背景“我支持香港警察，你们可以打我了”制图修改成「我支持北京警察 你們可以刪博了」、「我支持京A88519車主！你們可以打我了」等，讽刺事件以及删帖审查处理。经过警方调查，事件前后经过逐渐明朗。8月27日，北京市公安局对外公布处理结果，谣言传播停止，朝阳警方获得网民普遍称赞。
8月14日，美籍华人女演员刘亦菲在個人社群網站轉發支持香港警察和反對“反修例”示威者的圖文「我支持香港警察，你們可以打我了」。一些網民认为她支持香港警察处理反修例运动中的警察暴力，在網上以「#BoycottMulan」（#抵制花木蘭）标签发文，号召抵制她主演的迪士尼电影《花木兰》。
同一天，中国大陆嘻哈歌手徐真真因不滿被主辦方勒令刪除他在微博上發佈的「我支持香港警察，你們可以打我了」的言論及支持香港警察的圖片，原預計于17日在台北The Wall舉辦「如果愛 請渣愛」演唱會被迫取消；而主办方以徐真真言论引起维安忧虑為由，要求徐真真刪除微博，否則更换场地或延期。上述要求均未被徐真真接受，主辦方后發表聲明無理指責徐真真断章取义、炒作政治议题。

### 类似事件
来自中国内地的《彭博社》記者范文欣在Twitter表示他两个月来（反修例運動以來）主要用普通话上街采访，示威者和警察从来没有人为难过他，又表示：“几个人扣人打人不对，无论什么身份都不对，但付国豪事件跟新闻自由无关。要自保，最好的方式就是做记者该做的事。”然而在付国豪遇袭前后，有多名记者被示威者围困或遭殴打。
2019年8月5日，付国豪遇袭之前，一名中通社记者在车站採访期间，拍下暴徒围堵港铁恶行时被重重包围，要求出示记者证，并在记者表明身份之后强行要求她删去图片，一名香港电台记者也附和示威者要求记者删除照片，另有一示威者强行要求查看记者手机，并称“你要删两次才可以！你要删两次才可以！你给我删”。在示威者围困下记者被迫删去照片。
於同一日較早時間另一位中國內地人士徐錦煬同樣於香港国际机场因拍攝示威者、被怀疑是公安，而被圍困及毆打逾五小時。儘管事件性質跟随后发生的付國豪遇襲事件相似，但徐錦煬並沒有被中國內地媒體廣泛報導，报道时也多只称为“内地游客”，避谈他的姓名与工作单位
8月20日，在香港警方例行记者会上，来自内地广东广播电视台的记者陈晓前被20名记者围攻，原因是他们认为该记者在记者会上拍摄了其他在场记者，警方屢次嘗試護送該記者離開現場，卻遭阻撓。
8月31日，台湾年代新闻、壹新闻记者兼主播廖士翔在香港港岛区采访期间，突遭暴徒指骂、用伞阻挡拍摄并被包围，险被泼汽油。事后廖士翔在Facebook发长文回忆事发经过，称“直到我拿出了壹新闻的识别证，才有人高喊‘他台湾人啦’，所有人才一哄而散”。9月21日，《纽约客》的美籍华人记者樊嘉扬，在她的个人社交账号上发帖称，她因为长了一张“中国人的面孔”，便在香港街头遭到盘问。
黑龙江青年杨学志在深圳工作，2019年11月11日因工作到香港。事发前朋友们曾劝他暂时不要去香港，但他觉得自己不会和示威者发生口角，更不会去挑衅他们或拍摄他们的犯罪行为，认为自己应该不会有危险。当天晚上，示威者于旺角弥敦道一带以杂物堵路，杨学志路过弥敦道，随后便遇袭。杨学志在旺角街头被示威者打击至头骨破裂，手部骨折。路透社记者Thomas Peter拍摄的香港示威者围攻杨学志的照片，获选2020年普利策奖。

## 各地反應

### 中國大陸
2019年8月14日，《人民日報》的官方微博稱發表評論稱「一名关注香港前途命运的记者，遭此非人道待遇，新闻自由何在？法治何在？人性何在？正义是囚禁不了的，施暴者只会画地为牢。」。
中华全国新闻工作者协会就付国豪被殴打一事发表声明，强烈谴责围殴与非法禁锢记者的严重暴力行径。声明同时指出“新闻工作者依法享有的人身权和采访权决不容侵犯。涉事暴徒对新闻工作者的野蛮殴打、非法禁锢，是严重的人身伤害和恶劣的暴力犯罪行为，是对新闻工作者正当权益的漠视和侵害，是对全球新闻界的挑战和侮辱，是对新闻自由的严重践踏”。声明还表示“中国记协坚决维护新闻工作者正当的采访权益，强力支持新闻工作者开展正常的新闻报道活动。中国记协强烈呼吁有关方面对侵害新闻工作者人身安全和新闻报道权益的违法行为给予依法严惩，尽快将违法犯罪分子绳之以法”。

### 香港
香港记者协会14日声明谴责示威者使用暴力对待记者，又呼吁內地记者在港採訪大型示威活動時，應該清楚展示其記者證件，以方便市民辨認，市民亦可行使其權利決定是否接受有關機構之採訪及拍攝。協會主席楊健興接受訪問時表示，《環時》記者对别人表示自己不是记者，称是旅客，不展示記者證，做法不恰當，有份造成猜疑與混亂。
香港報業公會發表聲明指任何人均不應粗暴對待正在履行職務的記者。
此外，国务院港澳事务办公室、香港中联办均对付国豪被殴打一事表示强烈谴责。
經民聯發表聲明指示威者向旅客濫用私刑，令香港和香港人的聲譽受到嚴重損害。聲明亦提及另一個內地人士徐錦煬被示威者圍困長達五小時，示威者的行為令人髮指。
香港資深傳媒人員聯誼會就付國豪在採訪期間被圍毆一事表達親切慰問，並譴責毆打記者的暴行。
香港新闻工作者联会主席姜在忠表示，他在观看袭击事件的电视录像时感到震惊和愤怒。他说：“傅国豪先生是中国内地记者。”“他通过合法渠道来到香港进行报道。他在做合规的新闻报道，因此，他的报道自由和安全都应受到保护。”

### 海外
《华尔街日报》报道称，香港机场的和平示威已经演变为暴力事件，文章首段又称，付国豪已成为“对数月来肆虐香港的反政府抗议活动感到愤怒的内地中国人”的新代表人物。
八九學運領袖王丹称中共「故技重施」，用「苦肉計」故意派人挑釁示威民眾，製造「香港人毆打中國人」的新聞，同時為日後可能進行的鎮壓製造口實。王丹憶述，1989年六四前夕，中共曾把一輛破舊軍車丟棄於長安街上，然後把上車檢查的民眾誣指為「搶奪軍車，準備暴亂」，為六四開槍製造口實。他同時希望外界「要明辨是非，相信示威者的理性，不會無緣無故暴力攻擊無辜者」。他又指「很多暴力衝突其實是中共派人假扮成示威者所為」。